# Palestina (Huila)
Palestina è un comune della Colombia facente parte del dipartimento di Huila.
Il centro abitato venne fondato da Lorenzo Cuellar nel 1860, mentre l'istituzione del comune è del 30 giugno 1937.